# Sara Lee
Sara Ann Lee (Saginaw, 7 giugno 1992 – San Antonio, 5 ottobre 2022) è stata una wrestler e personaggio televisivo statunitense.
È stata la vincitrice della sesta edizione del reality show della WWE Tough Enough, insieme a Josh Bredl.

## Biografia
Sara Lee è nata a Saginaw ed è cresciuta a Hope Township, nel Michigan. Sin da giovane ha nutrito un grande interesse per discipline come il wrestling ed il powerlifting. Dopo aver frequentato la Meridian High School, ha studiato radiologia presso il Delta College di Bay City.

## Carriera
Nel giugno 2015 la Lee viene annunciata come una dei tredici finalisti della sesta edizione del reality show della WWE Tough Enough. Dopo aver rischiato l'eliminazione per ben cinque volte nel corso della sua permanenza, il 25 agosto viene scelta (tramite voto del pubblico) come vincitrice assieme a Josh Bredl, il che le fa guadagnare un contratto da $250,000 per un anno con la WWE. Durante la puntata finale adotta il ring name Hope e viene sconfitta in un match singolo da Alicia Fox.
Nel mese di settembre Sara Lee viene assegnata ad NXT, il territorio di sviluppo della WWE con sede a Winter Park, per cominciare la sua preparazione. Utilizzando il suo vero nome, compie la sua prima apparizione ad un house show il 16 gennaio 2016 come personaggio heel. Debutta sul ring ad un evento live il 30 gennaio durante un six-Diva tag team match, a cui partecipa anche la sua rivale a Tough Enough Mandy Rose. Dopo un breve periodo di prova, nell'ottobre 2016 viene licenziata dalla WWE.

## Morte
Sara Lee muore il 5 ottobre 2022, all'età di 30 anni. Nel maggio 2023, il medico legale della Contea di Bexar, in Texas, ritenne che si fosse suicidata tramite una letale overdose d'alcol e sonniferi.

## Vita privata
La Lee sposò l'ex wrestler della WWE Wesley Blake, il 30 dicembre 2017; dal matrimonio ebbero tre figli. 

## Personaggio

### Mosse finali
- Cross armbreaker talvolta preceduto da un russian legsweep